# Xuân Sơn (nhà Thanh)
Xuân Sơn (tiếng Trung: 春山; 1800 – 1854) là một hoàng thân của nhà Thanh trong lịch sử Trung Quốc, người thừa kế 1 trong 12 tước vị Thiết mạo tử vương.

## Cuộc đời
Xuân Sơn được sinh vào giờ Sửu, ngày 10 tháng 4 (âm lịch) năm Gia Khánh thứ 5 (1800), trong gia tộc Ái Tân Giác La. Ông là con trai thứ tư của Thuận Thừa Giản Quận vương Luân Trụ, mẹ ông là Trắc Phúc tấn Lý Giai thị (李佳氏).
Năm Đạo Quang nguyên niên (1821), tháng 12, nhờ Khảo phong mà ông được phong làm Trấn quốc Tướng quân (鎮國將軍), nhậm chức Nhị đẳng Thị vệ. Đến tháng 7 năm thứ 3 (1823), vì cha ông qua đời mà ông được thế tập tước vị Thuận Thừa Quận vương đời thứ 13. Tháng 8 năm thứ 8 (1828), ông quản lý sự vụ Tương Hồng kỳ Giác La học (覺羅學). Tháng 4 năm thứ 13 (1833), Hiếu Thận Thành Hoàng hậu qua đời, Đạo Quang Đế lệnh cho Túc Thân vương Kính Mẫn là chính sứ và Xuân Sơn là Phó sứ để tiến hành lễ truy thụy cho Đại hành Hoàng hậu.
Năm thứ 15 (1835), tháng 7, ông được điều làm Đô thống Hán quân Chính Lam kỳ. Đến tháng 4 năm thứ 18 (1838), thì ông bị cách chức Đô thống. Tháng giêng năm thứ 20 (1840), ông lại được phong làm Đô thống Hán quân Tương Hoàng kỳ. Bốn năm sau, ông kiêm thay quyền Đô thống Hán quân Chính Hồng kỳ. Đến tháng 2 năm thứ 25 (1845), ông trở thành Tông Nhân phủ Tả tông nhân (左宗人). Năm thứ 26 (1846), ông lần lượt thay quyền Chính Bạch kỳ Lĩnh thị vệ Nội đại thần và Đô thống Hán quân Chính Hoàng kỳ. Tháng 8 năm sau, ông kiêm thay quyền Đô thống Hán quân Tương Lam kỳ. Đến tháng 11 lại quản lý sự vụ Hỏa dược cục (火藥局). Năm thứ 28 (1848), tháng 11, ông được điều làm Hữu tông chính (右宗正). Một năm sau, ông thay quyền Đô thống Mãn Châu Tương Bạch kỳ. Tháng 5 năm thứ 30 (1850), sau khi Hàm Phong lên ngôi đã phong ông làm Nội đại thần (內大臣).
Năm Hàm Phong nguyên niên (1851), ông thay quyền Đô thống Mãn Châu Chính Bạch kỳ. Tháng 6 cùng năm, ông nhậm chức Duyệt binh đại thần (閱兵大臣), thay quyền Chính Hoàng kỳ Lĩnh thị vệ Nội đại thần. Đến tháng 9 năm thứ 3 (1853), lại nhậm Tra thành đại thần (查城大臣). Năm thứ 4 (1854), giờ Tuất, ngày 12 tháng 4 (âm lịch), ông qua đời, thọ 55 tuổi, được truy thụy Thuận Thừa Cần Quận vương (順承勤郡王).

## Gia quyến

### Thê thiếp
- Đích Phúc tấn: Nữu Hỗ Lộc thị (鈕祜祿氏), con gái của Khinh xa Đô úy Phong Thân Nghi Miên (豐紳宜綿) – con trai trưởng của Hòa Lâm.
- Trắc Phúc tấn:
  - Lưu Giai thị (劉佳氏), con gái của Nhất đẳng Thị vệ Khánh An (慶安).
  - Tha Tháp Lạp thị (他塔拉氏), con gái của Nhất đẳng Thị vệ Phong Thịnh Ngạch (豐盛額).
- Thứ Phúc tấn: Bố Giai thị (布佳氏), con gái của Tích Lãng A (錫朗阿).

### Con trai
1. Khiêm Cát (謙吉; 1815 – 1817), mẹ là Đích Phúc tấn Nữu Hỗ Lộc thị. Chết yểu.
2. Khiêm Hưng (謙興; 1826 – 1846), mẹ là Thứ Phúc tấn Bố Giai thị. Vô tự.
3. Khiêm Văn (謙文; 1832 – 1833), mẹ là Trắc Phúc tấn Lưu Giai thị. Chết yểu.
4. Khiêm Trung (謙忠; 1839 – 1841), mẹ là Trắc Phúc tấn Tha Tháp Lạp thị. Chết yểu.
5. Khánh Ân (慶恩; 1844 – 1881), mẹ là Trắc Phúc tấn Tha Tháp Lạp thị. Năm 1855 được thế tập tước vị Thuận Thừa Quận vương. Sau khi qua đời được truy thụy Thuận Thừa Mẫn Quận vương (順承敏郡王). Có một con trai.
6. Khánh Lâm (慶霖; 1849 – 1849), mẹ là Trắc Phúc tấn Tha Tháp Lạp thị. Chết yểu.